# Liste in der DDR gezeigter westdeutscher Filme
Die Liste in der DDR gezeigter westdeutscher Filme enthält Kino- und Fernsehfilme aus der Bundesrepublik Deutschland und West-Berlins, welche in den Kinos der Deutschen Demokratischen Republik bzw. im Fernsehen der DDR aufgeführt wurden.
Da West-Berlin aufgrund des Potsdamer Abkommens ebenso wenig Teil der BRD war, wie Ost-Berlin zur DDR gehörte, und dies von der DDR konsequent so gehandhabt worden ist, werden Produktionen aus oder mit West-Berlin hier ebenso aufgeführt.
Diese Liste ist eine Auslagerung aus der Liste in der DDR gezeigter westlicher Filme.

## Liste
| Jahr | Deutscher Titel                                                                                | DDR-Titel                                                | Produktionsland                                                   | Regisseur                                                         | DDR-Premiere |
| ---- | ---------------------------------------------------------------------------------------------- | -------------------------------------------------------- | ----------------------------------------------------------------- | ----------------------------------------------------------------- | ------------ |
| 1947 | Herzkönig                                                                                      |                                                          | Deutschland                                                       | Helmut Weiss                                                      | 11.03.1949   |
| 1947 | In jenen Tagen                                                                                 |                                                          | Deutschland                                                       | Helmut Käutner                                                    | 17.09.1948   |
| 1947 | … und über uns der Himmel                                                                      |                                                          | Deutschland                                                       | Josef von Báky                                                    | 06.11.1985   |
| 1947 | Zwischen gestern und morgen                                                                    |                                                          | Deutschland                                                       | Harald Braun                                                      | 25.01.1949   |
| 1948 | Arche Nora                                                                                     |                                                          | Deutschland                                                       | Werner Klingler                                                   | 28.05.1948   |
| 1948 | Beate                                                                                          |                                                          | Deutschland                                                       | Carl Boese                                                        | 21.04.1950   |
| 1948 | Film ohne Titel                                                                                |                                                          | Deutschland                                                       | Rudolf Jugert                                                     | 14.12.1948   |
| 1948 | Finale                                                                                         |                                                          | Deutschland                                                       | Ulrich Erfurth                                                    | 23.09.1948   |
| 1948 | Die kupferne Hochzeit                                                                          |                                                          | Deutschland                                                       | Heinz Rühmann                                                     | 26.08.1949   |
| 1948 | Menschen in Gottes Hand                                                                        |                                                          | Deutschland                                                       | Rolf Meyer                                                        | 17.09.1948   |
| 1948 | Morgen ist alles besser                                                                        |                                                          | Deutschland                                                       | Arthur Maria Rabenalt                                             | 14.12.1949   |
| 1948 | Schuld allein ist der Wein                                                                     |                                                          | Deutschland                                                       | Fritz Kirchhoff                                                   | 08.12.1950   |
| 1948 | Unser Mittwoch Abend                                                                           |                                                          | Deutschland                                                       | Werner Illing, Georg Krause                                       | 23.11.1948   |
| 1948 | Vor uns liegt das Leben                                                                        |                                                          | Deutschland                                                       | Günther Rittau                                                    | 20.09.1949   |
| 1948 | Wege im Zwielicht                                                                              |                                                          | Deutschland                                                       | Gustav Fröhlich                                                   | 09.05.1949   |
| 1948 | Die Zeit mit Dir                                                                               |                                                          | Deutschland                                                       | Georg Hurdalek                                                    | 02.06.1950   |
| 1949 | Die Andere                                                                                     |                                                          | BR Deutschland                                                    | Alfred E. Sistig                                                  | 23.09.1949   |
| 1949 | Der blaue Strohhut                                                                             |                                                          | BR Deutschland                                                    | Viktor Tourjansky                                                 | 26.10.1951   |
| 1949 | Derby                                                                                          |                                                          | BR Deutschland                                                    | Roger von Norman                                                  | 23.12.1949   |
| 1949 | Die Freunde meiner Frau                                                                        |                                                          | BR Deutschland                                                    | Hans Deppe                                                        | 26.06.1950   |
| 1949 | Hafenmelodie                                                                                   | In Sydney verschollen                                    | BR Deutschland                                                    | Hans Müller                                                       | 28.09.1964   |
| 1949 | Mädchen hinter Gittern                                                                         |                                                          | BR Deutschland                                                    | Alfred Braun                                                      | 16.12.1949   |
| 1949 | Man spielt nicht mit der Liebe                                                                 |                                                          | Berlin                                                            | Hans Deppe                                                        | 31.03.1950   |
| 1949 | Martina                                                                                        |                                                          | BR Deutschland                                                    | Arthur Maria Rabenalt                                             | 15.12.1950   |
| 1949 | Kätchen für alles                                                                              |                                                          | BR Deutschland                                                    | Ákos von Ráthonyi                                                 | 07.04.1950   |
| 1949 | Nichts als Zufälle                                                                             |                                                          | BR Deutschland                                                    | E. W. Emo                                                         | 21.04.1950   |
| 1949 | Schicksal aus zweiter Hand                                                                     |                                                          | BR Deutschland                                                    | Wolfgang Staudte                                                  | 22.05.1967   |
| 1949 | Tromba                                                                                         |                                                          | BR Deutschland                                                    | Helmut Weiss                                                      | 10.03.1950   |
| 1950 | Das doppelte Lottchen                                                                          |                                                          | BR Deutschland                                                    | Josef von Báky                                                    | 28.11.1952   |
| 1950 | Dreizehn unter einem Hut                                                                       |                                                          | BR Deutschland                                                    | Johannes Meyer                                                    | 11.08.1950   |
| 1950 | Die Dritte von rechts                                                                          |                                                          | BR Deutschland                                                    | Géza von Cziffra                                                  | 05.10.1963   |
| 1950 | Föhn                                                                                           | Sturm in der Ostwand                                     | BR Deutschland                                                    | Rolf Hansen                                                       | 05.08.1955   |
| 1950 | Frauenarzt Dr. Prätorius                                                                       |                                                          | BR Deutschland                                                    | Curt Goetz, Karl Peter Gillmann                                   | 04.04.1977   |
| 1950 | Lied der Wildbahn                                                                              |                                                          | BR Deutschland                                                    | Heinz Sielmann, Werner Pleister                                   | 14.11.1952   |
| 1950 | Maharadscha wider Willen                                                                       |                                                          | BR Deutschland                                                    | Ákos von Ráthonyi                                                 | 06.06.1989   |
| 1950 | Die Schatten des Herrn Monitor                                                                 |                                                          | BR Deutschland                                                    | Eugen York                                                        | 26.10.1964   |
| 1950 | Schwarzwaldmädel                                                                               |                                                          | BR Deutschland                                                    | Hans Deppe                                                        | 04.02.1955   |
| 1950 | Schicksal am Berg                                                                              |                                                          | BR Deutschland                                                    | Ernst Heß                                                         | 01.02.1952   |
| 1950 | Die wunderschöne Galathee                                                                      |                                                          | BR Deutschland                                                    | Rolf Meyer                                                        | 11.08.1950   |
| 1951 | Begierde                                                                                       | Die Perlenkette                                          | BR Deutschland                                                    | Karl Georg Külb                                                   | 05.12.1952   |
| 1951 | Blaubart                                                                                       |                                                          | Frankreich Schweiz BR Deutschland                                 | Christian-Jaque                                                   | 11.05.1968   |
| 1951 | Fanfaren der Liebe                                                                             |                                                          | BR Deutschland                                                    | Kurt Hoffmann                                                     | 17.09.1954   |
| 1951 | Geheimnis einer Ehe                                                                            |                                                          | BR Deutschland                                                    | Helmut Weiss                                                      | 31.08.1962   |
| 1951 | Das Haus in Montevideo                                                                         |                                                          | BR Deutschland                                                    | Curt Goetz                                                        | 23.04.1954   |
| 1951 | Hilfe, ich bin unsichtbar!                                                                     |                                                          | BR Deutschland                                                    | E. W. Emo                                                         | 12.07.1957   |
| 1951 | Mutter sein dagegen sehr!                                                                      |                                                          | BR Deutschland                                                    | Viktor Tourjansky                                                 | 25.03.1963   |
| 1951 | Nacht am Mont Blanc                                                                            | Schmuggler am Montblanc                                  | Österreich BR Deutschland                                         | Harald Reinl                                                      | 23.10.1953   |
| 1951 | Die Tat des Anderen                                                                            | Der Unheimliche                                          | BR Deutschland                                                    | Helmut Weiss                                                      | 20.09.1971   |
| 1951 | Der Tiger Akbar                                                                                | Tiger Akbar                                              | BR Deutschland                                                    | Harry Piel                                                        | 09.11.1951   |
| 1951 | Torreani                                                                                       |                                                          | BR Deutschland                                                    | Gustav Fröhlich                                                   | 27.09.1971   |
| 1951 | Der Unheimliche                                                                                |                                                          | BR Deutschland                                                    | Helmut Weiss                                                      | 03.02.1958   |
| 1951 | Weh’ dem, der liebt!                                                                           |                                                          | BR Deutschland                                                    | Alexander von Slatinay                                            | 06.06.1964   |
| 1951 | Weiße Schatten                                                                                 |                                                          | BR Deutschland                                                    | Helmut Käutner                                                    | 11.01.1960   |
| 1951 | Wildwest in Oberbayern                                                                         |                                                          | BR Deutschland                                                    | Ferdinand Dörfler                                                 | 17.07.1953   |
| 1951 | Das letzte Rezept                                                                              |                                                          | BR Deutschland                                                    | Rolf Hansen                                                       | 01.06.1956   |
| 1952 | Ein ganz großes Kind                                                                           |                                                          | BR Deutschland                                                    | Paul Verhoeven                                                    | 25.11.1958   |
| 1952 | Gift im Zoo                                                                                    |                                                          | BR Deutschland                                                    | Hans Müller                                                       | 15.07.1955   |
| 1952 | Haus des Lebens                                                                                |                                                          | BR Deutschland                                                    | Karl Hartl                                                        | 14.05.1954   |
| 1952 | Herz der Welt                                                                                  |                                                          | BR Deutschland                                                    | Harald Braun                                                      | 11.06.1954   |
| 1952 | Klettermaxe                                                                                    |                                                          | BR Deutschland                                                    | Kurt Hoffmann                                                     | 15.06.1968   |
| 1952 | Lockende Sterne                                                                                |                                                          | BR Deutschland                                                    | Hans Müller                                                       | 05.08.1955   |
| 1952 | Nachts auf den Straßen                                                                         |                                                          | BR Deutschland                                                    | Rudolf Jugert                                                     | 27.08.1966   |
| 1952 | Die Stimme des Anderen                                                                         | Unter den tausend Laternen                               | BR Deutschland                                                    | Erich Engel                                                       | 07.09.1956   |
| 1953 | Arlette erobert Paris                                                                          |                                                          | BR Deutschland                                                    | Viktor Tourjansky                                                 | 27.07.1970   |
| 1953 | Damenwahl                                                                                      |                                                          | BR Deutschland                                                    | E. W. Emo                                                         | 16.11.1964   |
| 1953 | Ehe für eine Nacht                                                                             |                                                          | BR Deutschland                                                    | Viktor Tourjansky                                                 | 03.05.1957   |
| 1953 | Einmal keine Sorgen haben                                                                      |                                                          | BR Deutschland Österreich                                         | Georg Marischka                                                   | 27.07.1956   |
| 1953 | Hokuspokus                                                                                     |                                                          | BR Deutschland}                                                   | Kurt Hoffmann                                                     | 28.05.1954   |
| 1953 | Ich und Du                                                                                     |                                                          | BR Deutschland                                                    | Alfred Weidenmann                                                 | 29.10.1954   |
| 1953 | Die Kaiserin von China                                                                         |                                                          | BR Deutschland                                                    | Steve Sekely                                                      | 13.10.1989   |
| 1953 | Keine Angst vor großen Tieren                                                                  |                                                          | BR Deutschland                                                    | Ulrich Erfurth                                                    | 29.10.1954   |
| 1953 | Knall und Fall als Detektive                                                                   |                                                          | BR Deutschland Österreich                                         | Hans Heinrich                                                     | 30.08.1965   |
| 1953 | Königliche Hoheit                                                                              |                                                          | BR Deutschland                                                    | Harald Braun                                                      | 24.12.1972   |
| 1953 | Das Lachkabinett                                                                               |                                                          | BR Deutschland                                                    | Wolfgang Becker, Willem Holsboer                                  | 01.07.1955   |
| 1953 | Liebeskrieg nach Noten                                                                         |                                                          | BR Deutschland                                                    | Karl Hartl                                                        | 23.11.1964   |
| 1953 | Moselfahrt aus Liebeskummer                                                                    |                                                          | BR Deutschland                                                    | Kurt Hoffmann                                                     | 01.10.1954   |
| 1953 | Nanga Parbat                                                                                   |                                                          | BR Deutschland                                                    | Hans Ertl                                                         | 05.03.1954   |
| 1953 | Der Onkel aus Amerika                                                                          |                                                          | BR Deutschland                                                    | Carl Boese                                                        | 23.03.1956   |
| 1953 | Die Prinzessin und der Schweinehirt                                                            |                                                          | BR Deutschland                                                    | Herbert B. Fredersdorf                                            | 25.12.1954   |
| 1953 | Die Rose von Stambul                                                                           |                                                          | BR Deutschland                                                    | Karl Anton                                                        | 23.02.1963   |
| 1953 | Salto Mortale                                                                                  |                                                          | BR Deutschland                                                    | Viktor Tourjansky                                                 | 17.09.1954   |
| 1953 | Skandal im Mädchenpensionat                                                                    |                                                          | BR Deutschland                                                    | Erich Kobler                                                      | 31.01.1962   |
| 1953 | Solange Du da bist                                                                             |                                                          | BR Deutschland                                                    | Harald Braun                                                      | 25.06.1954   |
| 1953 | Der träumende Mund                                                                             |                                                          | BR Deutschland                                                    | Steve Sekely                                                      | 13.08.1954   |
| 1953 | Vergiß die Liebe nicht                                                                         |                                                          | BR Deutschland                                                    | Paul Verhoeven                                                    | 09.07.1954   |
| 1953 | Der Vogelhändler                                                                               |                                                          | Berlin                                                            | Josef von Báky                                                    | 14.05.1954   |
| 1953 | Wenn der weiße Flieder wieder blüht                                                            |                                                          | BR Deutschland                                                    | Hans Deppe                                                        | 14.01.1955   |
| 1954 | Angst                                                                                          |                                                          | BR Deutschland Italien                                            | Roberto Rossellini                                                | 29.08.1964   |
| 1954 | Das Bekenntnis der Ina Kahr                                                                    |                                                          | BR Deutschland                                                    | Georg Wilhelm Pabst                                               | 16.11.1965   |
| 1954 | Dieses Lied bleibt bei dir                                                                     |                                                          | BR Deutschland                                                    | Willi Forst                                                       | 08.12.1969   |
| 1954 | Drei vom Varieté                                                                               |                                                          | BR Deutschland                                                    | Kurt Neumann                                                      | 26.10.1956   |
| 1954 | Das ewige Lied der Liebe                                                                       |                                                          | Italien BR Deutschland                                            | Vittorio Cottafavi                                                | 09.02.1963   |
| 1954 | Ewiger Walzer                                                                                  |                                                          | BR Deutschland                                                    | Paul Verhoeven                                                    | 15.11.1969   |
| 1954 | Feuerwerk                                                                                      |                                                          | BR Deutschland                                                    | Kurt Hoffmann                                                     | 27.05.1955   |
| 1954 | Fußballweltmeisterschaft 1954                                                                  |                                                          | BR Deutschland                                                    | Sammy Drechsel, Horst Wiganko                                     | 06.08.1954   |
| 1954 | Eine Frau von heute                                                                            |                                                          | BR Deutschland                                                    | Paul Verhoeven                                                    | 01.10.1954   |
| 1954 | Gitarren der Liebe                                                                             |                                                          | BR Deutschland                                                    | Werner Jacobs                                                     | 18.01.1957   |
| 1954 | Das Haus an der Küste                                                                          |                                                          | Jugoslawien BR Deutschland Österreich                             | Boško Kosanović                                                   | 26.02.1966   |
| 1954 | Heideschulmeister Uwe Karsten                                                                  |                                                          | BR Deutschland                                                    | Hans Deppe                                                        | 21.12.1987   |
| 1954 | Die kleine Stadt will schlafen gehen                                                           |                                                          | BR Deutschland                                                    | Hans H. König                                                     | 22.06.1956   |
| 1954 | Der Moriskentänzer des Erasmus Grasser                                                         |                                                          | BR Deutschland                                                    | Carl Lamb                                                         | 29.11.1968   |
| 1954 | Orientexpress                                                                                  | Entscheidung in der Weihnachtsnacht                      | Italien Frankreich BR Deutschland                                 | Carlo Ludovico Bragaglia                                          | 24.12.1967   |
| 1954 | Phantom des großen Zeltes                                                                      |                                                          | BR Deutschland                                                    | Paul May                                                          | 26.12.1966   |
| 1954 | Der Raub der Sabinerinnen                                                                      |                                                          | BR Deutschland                                                    | Kurt Hoffmann                                                     | 18.03.1955   |
| 1954 | Rosen aus dem Süden                                                                            |                                                          | BR Deutschland                                                    | Franz Antel                                                       | 15.02.1988   |
| 1954 | Schule für Eheglück                                                                            |                                                          | BR Deutschland                                                    | Toni Schelkopf, Rainer Geis                                       | 01.03.1957   |
| 1954 | Tanz in der Sonne                                                                              |                                                          | BR Deutschland                                                    | Géza von Cziffra                                                  | 01.07.1955   |
| 1954 | Die tolle Lola                                                                                 |                                                          | BR Deutschland                                                    | Hans Deppe                                                        | 15.02.1957   |
| 1954 | Unternehmen Xarifa                                                                             |                                                          | BR Deutschland                                                    | Hans Hass                                                         | 11.11.1955   |
| 1954 | Der Zigeunerbaron                                                                              |                                                          | BR Deutschland                                                    | Arthur Maria Rabenalt                                             | 29.07.1963   |
| 1955 | Ciske – ein Kind braucht Liebe                                                                 |                                                          | BR Deutschland Niederlande                                        | Wolfgang Staudte                                                  | 22.03.1969   |
| 1955 | Gestatten, mein Name ist Cox                                                                   |                                                          | BR Deutschland                                                    | Georg Jacoby                                                      | 06.07.1989   |
| 1955 | Griff nach den Sternen                                                                         |                                                          | BR Deutschland                                                    | Carl-Heinz Schroth                                                | 02.12.1987   |
| 1955 | Ein Herz voll Musik                                                                            |                                                          | BR Deutschland                                                    | Robert Adolf Stemmle                                              | 26.12.1962   |
| 1955 | Ich denke oft an Piroschka                                                                     |                                                          | BR Deutschland                                                    | Kurt Hoffmann                                                     | 17.10.1956   |
| 1955 | Ich war ein häßliches Mädchen                                                                  |                                                          | BR Deutschland                                                    | Wolfgang Liebeneiner                                              | 12.05.1969   |
| 1955 | Im Schatten des Karakorum                                                                      |                                                          | BR Deutschland Österreich                                         | Eugen Schuhmacher                                                 | 08.12.1957   |
| 1955 | Liebe, Tanz und 1000 Schlager                                                                  |                                                          | BR Deutschland                                                    | Paul Martin                                                       | 16.06.1961   |
| 1955 | Lola Montez                                                                                    |                                                          | BR Deutschland Frankreich                                         | Max Ophüls                                                        | 13.12.1986   |
| 1955 | Oberarzt Dr. Solm                                                                              |                                                          | BR Deutschland                                                    | Paul May                                                          | 09.11.1956   |
| 1955 | Wenn der Vater mit dem Sohne                                                                   |                                                          | BR Deutschland                                                    | Hans Quest                                                        | 15.02.1989   |
| 1956 | Das Bad auf der Tenne                                                                          |                                                          | BR Deutschland Österreich                                         | Paul Martin                                                       | 07.04.1961   |
| 1956 | Bonjour Kathrin                                                                                |                                                          | BR Deutschland                                                    | Karl Anton                                                        | 10.08.1956   |
| 1956 | Du bist Musik                                                                                  |                                                          | BR Deutschland                                                    | Paul Martin                                                       | 22.11.1963   |
| 1956 | Die Ehe des Dr. med. Danwitz                                                                   |                                                          | BR Deutschland                                                    | Arthur Maria Rabenalt                                             | 24.08.1956   |
| 1956 | Die Fischerin vom Bodensee                                                                     |                                                          | BR Deutschland                                                    | Harald Reinl                                                      | 05.08.1990   |
| 1956 | Die ganze Welt singt nur Amore                                                                 |                                                          | BR Deutschland                                                    | Robert Adolf Stemmle                                              | 06.07.1970   |
| 1956 | Der Hauptmann von Köpenick                                                                     |                                                          | BR Deutschland                                                    | Helmut Käutner                                                    | 15.03.1957   |
| 1956 | Die Heinzelmännchen                                                                            |                                                          | BR Deutschland                                                    | Erich Kobler                                                      | 23.12.1960   |
| 1956 | Heute heiratet mein Mann                                                                       |                                                          | BR Deutschland                                                    | Kurt Hoffmann                                                     | 24.05.1957   |
| 1956 | Kein Platz für wilde Tiere                                                                     |                                                          | BR Deutschland                                                    | Bernhard Grzimek                                                  | 31.12.1957   |
| 1956 | Kleines Zelt und große Liebe                                                                   |                                                          | BR Deutschland                                                    | Rainer Geis                                                       | 30.07.1989   |
| 1956 | Ein Mann muß nicht immer schön sein                                                            |                                                          | BR Deutschland                                                    | Hans Quest                                                        | 19.12.1966   |
| 1956 | Mein Vater, der Schauspieler                                                                   |                                                          | BR Deutschland                                                    | Robert Siodmak                                                    | 27.09.1957   |
| 1956 | Rosen für Bettina                                                                              |                                                          | BR Deutschland                                                    | G. W. Pabst                                                       | 29.08.1988   |
| 1956 | Santa Lucia                                                                                    |                                                          | BR Deutschland                                                    | Werner Jacobs                                                     | 16.02.1970   |
| 1956 | Der schräge Otto                                                                               | Verwirrungen um Topsy                                    | BR Deutschland                                                    | Géza von Cziffra                                                  | 05.07.1963   |
| 1956 | Tischlein, deck dich                                                                           |                                                          | BR Deutschland                                                    | Jürgen von Alten                                                  | 23.09.1960   |
| 1956 | Weil du arm bist, mußt du früher sterben                                                       |                                                          | BR Deutschland                                                    | Paul May                                                          | 28.09.1956   |
| 1957 | Bekenntnisse des Hochstaplers Felix Krull                                                      |                                                          | BR Deutschland                                                    | Kurt Hoffmann                                                     | 18.03.1960   |
| 1957 | Casino de Paris                                                                                |                                                          | BR Deutschland Frankreich Italien                                 | André Hunebelle                                                   | 22.12.1987   |
| 1957 | Das einfache Mädchen                                                                           |                                                          | BR Deutschland                                                    | Werner Jacobs                                                     | 19.07.1969   |
| 1957 | Der gläserne Turm                                                                              |                                                          | BR Deutschland                                                    | Harald Braun                                                      | 07.04.1988   |
| 1957 | Glücksritter                                                                                   |                                                          | BR Deutschland                                                    | Arthur Maria Rabenalt                                             | 23.08.1957   |
| 1957 | Das Leben ist ohne Gnade                                                                       | Die große blaue Straße                                   | Italien Frankreich BR Deutschland Jugoslawien                     | Gillo Pontecorvo, Maleno Malenotti                                | 21.08.1959   |
| 1957 | Mädchen und Männer                                                                             | Harte Männer, heiße Liebe                                | BR Deutschland Jugoslawien Italien                                | František Čáp                                                     | 05.10.1968   |
| 1957 | Monpti                                                                                         |                                                          | BR Deutschland                                                    | Helmut Käutner                                                    | 05.11.1966   |
| 1957 | Nachts im Grünen Kakadu                                                                        |                                                          | BR Deutschland                                                    | Georg Jacoby                                                      | 22.02.1963   |
| 1957 | Robinson soll nicht sterben                                                                    |                                                          | BR Deutschland                                                    | Josef von Báky                                                    | 21.12.1983   |
| 1957 | Siebenmal in der Woche                                                                         |                                                          | BR Deutschland                                                    | Harald Philipp                                                    | 30.12.1971   |
| 1957 | Vater sein dagegen sehr                                                                        |                                                          | BR Deutschland                                                    | Kurt Meisel                                                       | 19.06.1988   |
| 1957 | Der Wolf und die sieben Geißlein                                                               |                                                          | BR Deutschland                                                    | Peter Podehl                                                      | 07.10.1960   |
| 1957 | Die Zürcher Verlobung                                                                          |                                                          | BR Deutschland                                                    | Helmut Käutner                                                    | 11.09.1964   |
| 1958 | Bühne frei für Marika                                                                          |                                                          | BR Deutschland                                                    | Georg Jacoby                                                      | 19.10.1962   |
| 1958 | Der Czardas-König                                                                              | Der Czárdáskönig                                         | BR Deutschland                                                    | Harald Philipp                                                    | 12.05.1989   |
| 1958 | Dr. Crippen lebt                                                                               |                                                          | BR Deutschland                                                    | Erich Engels                                                      | 28.07.1961   |
| 1958 | Der eiserne Gustav                                                                             |                                                          | BR Deutschland                                                    | Georg Hurdalek                                                    | 08.03.1989   |
| 1958 | Es geschah am hellichten Tag                                                                   |                                                          | Schweiz BR Deutschland Spanien                                    | Ladislao Vajda                                                    | 06.08.1971   |
| 1958 | Eine Frau, die weiß, was sie will                                                              |                                                          | BR Deutschland                                                    | Arthur Maria Rabenalt                                             | 13.04.1968   |
| 1958 | Gefährdete Mädchen                                                                             |                                                          | BR Deutschland                                                    | Wolfgang Glück                                                    | 08.08.1964   |
| 1958 | Gestehen Sie, Dr. Corda!                                                                       |                                                          | BR Deutschland                                                    | Josef von Báky                                                    | 06.04.1963   |
| 1958 | Grabenplatz 17                                                                                 |                                                          | BR Deutschland                                                    | Erich Engels                                                      | 09.05.1964   |
| 1958 | Hallo Taxi                                                                                     | Hallo, Taxi                                              | BR Deutschland Österreich                                         | Hermann Kugelstadt                                                | 10.01.1988   |
| 1958 | Helden                                                                                         |                                                          | BR Deutschland                                                    | Franz Peter Wirth                                                 | 02.02.1969   |
| 1958 | Hoppla, jetzt kommt Eddie                                                                      |                                                          | BR Deutschland                                                    | Werner Klingler                                                   | 14.08.1971   |
| 1958 | Ihr 106. Geburtstag                                                                            | Der Stolz der Familie                                    | BR Deutschland                                                    | Günther Lüders                                                    | 10.08.1962   |
| 1958 | Kanada – Im Land der schwarzen Bären                                                           | Im Land der schwarzen Bären                              | BR Deutschland                                                    | Eugen Schuhmacher                                                 | 19.02.1965   |
| 1958 | Ein Lied geht um die Welt (Die Joseph-Schmidt-Story)                                           |                                                          | BR Deutschland                                                    | Géza von Bolváry                                                  | 20.10.1967   |
| 1958 | Das Mädchen mit den Katzenaugen                                                                |                                                          | BR Deutschland                                                    | Eugen York                                                        | 16.09.1967   |
| 1958 | Mädchen in Uniform                                                                             |                                                          | Berlin Frankreich                                                 | Géza von Radványi                                                 | 12.06.1971   |
| 1958 | Das Mädchen Rosemarie                                                                          |                                                          | BR Deutschland                                                    | Rolf Thiele                                                       | 05.06.1959   |
| 1958 | Das Mädchen vom Moorhof                                                                        |                                                          | BR Deutschland                                                    | Gustav Ucicky                                                     | 16.04.1965   |
| 1958 | Nachtschwester Ingeborg                                                                        |                                                          | BR Deutschland                                                    | Géza von Cziffra                                                  | 21.03.1964   |
| 1958 | Der Pauker                                                                                     |                                                          | BR Deutschland                                                    | Axel von Ambesser                                                 | 01.03.1989   |
| 1958 | Polikuschka                                                                                    |                                                          | BR Deutschland Italien Frankreich                                 | Carmine Gallone                                                   | 19.09.1964   |
| 1958 | Schmutziger Engel                                                                              |                                                          | Berlin                                                            | Alfred Vohrer                                                     | 05.09.1964   |
| 1958 | Der schwarze Blitz                                                                             |                                                          | BR Deutschland                                                    | Hans Grimm                                                        | 26.08.1989   |
| 1958 | Scampolo                                                                                       |                                                          | BR Deutschland                                                    | Alfred Weidenmann                                                 | 28.12.1988   |
| 1958 | Der Schinderhannes                                                                             |                                                          | BR Deutschland                                                    | Helmut Käutner                                                    | 21.02.1970   |
| 1958 | Serenade einer großen Liebe                                                                    | Die Sänger von Capri                                     | Vereinigte Staaten BR Deutschland Italien                         | Rudolph Maté                                                      | 26.06.1964   |
| 1958 | Und abends in die Scala                                                                        |                                                          | BR Deutschland                                                    | Erik Ode                                                          | 06.06.1965   |
| 1958 | … und nichts als die Wahrheit                                                                  |                                                          | BR Deutschland                                                    | Franz Peter Wirth                                                 | 13.10.1968   |
| 1958 | Das Wirtshaus im Spessart                                                                      |                                                          | BR Deutschland                                                    | Kurt Hoffmann                                                     | 11.09.1959   |
| 1958 | Wir Wunderkinder                                                                               |                                                          | BR Deutschland                                                    | Kurt Hoffmann                                                     | 03.05.1959   |
| 1959 | Arzt aus Leidenschaft                                                                          |                                                          | BR Deutschland                                                    | Werner Klingler                                                   | 10.11.1961   |
| 1959 | Aus dem Tagebuch eines Frauenarztes                                                            |                                                          | BR Deutschland                                                    | Werner Klingler                                                   | 14.09.1962   |
| 1959 | Die Brücke                                                                                     |                                                          | BR Deutschland                                                    | Bernhard Wicki                                                    | 05.09.1964   |
| 1959 | Dorothea Angermann                                                                             |                                                          | BR Deutschland                                                    | Robert Siodmak                                                    | 20.01.1967   |
| 1959 | Der Frosch mit der Maske                                                                       |                                                          | BR Deutschland Dänemark                                           | Harald Reinl                                                      | 18.02.1978   |
| 1959 | Herrn Josefs letzte Liebe                                                                      |                                                          | BR Deutschland Österreich                                         | Hermann Kugelstadt                                                | 04.08.1981   |
| 1959 | Im Zeichen Roms                                                                                |                                                          | Italien BR Deutschland Frankreich                                 | Guido Brignone                                                    | 06.01.1989   |
| 1959 | Liebe auf krummen Beinen                                                                       |                                                          | BR Deutschland                                                    | Thomas Engel                                                      | 25.06.1966   |
| 1959 | Lockvogel der Nacht                                                                            |                                                          | BR Deutschland                                                    | Wilm ten Haaf                                                     | 03.04.1965   |
| 1959 | Ein Mann geht durch die Wand                                                                   |                                                          | BR Deutschland                                                    | Ladislao Vajda                                                    | 15.04.1960   |
| 1959 | Melodie und Rhythmus                                                                           |                                                          | BR Deutschland                                                    | John Olden                                                        | 18.12.1989   |
| 1959 | Menschen im Hotel                                                                              |                                                          | BR Deutschland Frankreich                                         | Gottfried Reinhardt                                               | 03.10.1964   |
| 1959 | Die Nacht vor der Premiere                                                                     |                                                          | BR Deutschland                                                    | Georg Jacoby                                                      | 29.01.1971   |
| 1959 | Peter schiesst den Vogel ab                                                                    |                                                          | BR Deutschland                                                    | Géza von Cziffra                                                  | 14.09.1963   |
| 1959 | Raubfischer in Hellas                                                                          |                                                          | BR Deutschland                                                    | Horst Hächler                                                     | 11.06.1966   |
| 1959 | Rosen für den Staatsanwalt                                                                     |                                                          | BR Deutschland                                                    | Wolfgang Staudte                                                  | 20.05.1960   |
| 1959 | Das schöne Abenteuer                                                                           |                                                          | BR Deutschland                                                    | Georg Jacoby                                                      | 19.05.1961   |
| 1959 | Serengeti darf nicht sterben                                                                   |                                                          | BR Deutschland                                                    | Bernhard Grzimek, Michael Grzimek                                 | 17.06.1966   |
| 1959 | Das Totenschiff                                                                                |                                                          | BR Deutschland Mexiko                                             | Georg Tressler                                                    | 23.11.1963   |
| 1959 | Was eine Frau im Frühling träumt                                                               |                                                          | BR Deutschland                                                    | Erik Ode                                                          | 24.04.1961   |
| 1960 | Affäre Nabob                                                                                   |                                                          | Frankreich BR Deutschland                                         | Ralph Habib                                                       | 13.03.1971   |
| 1960 | Agatha, laß das Morden sein!                                                                   |                                                          | BR Deutschland                                                    | Dietrich Haugk                                                    | 27.10.1961   |
| 1960 | Die Bande des Schreckens                                                                       |                                                          | BR Deutschland                                                    | Alfred Vohrer                                                     | 05.08.1972   |
| 1960 | Der brave Soldat Schwejk                                                                       |                                                          | BR Deutschland                                                    | Axel von Ambesser                                                 | 11.02.1987   |
| 1960 | Das hab’ ich in Paris gelernt                                                                  |                                                          | BR Deutschland                                                    | Thomas Engel                                                      | 25.05.1963   |
| 1960 | Die Fastnachtsbeichte                                                                          |                                                          | BR Deutschland                                                    | Wilhelm Dieterle                                                  | 30.12.1989   |
| 1960 | Die Frau am dunklen Fenster                                                                    |                                                          | BR Deutschland                                                    | Franz Peter Wirth                                                 | 22.06.1962   |
| 1960 | Frau Warrens Gewerbe                                                                           |                                                          | BR Deutschland Schweiz                                            | Ákos von Ráthonyi                                                 | 17.06.1960   |
| 1960 | Geisterland der Südsee                                                                         |                                                          | BR Deutschland                                                    | Eugen Schuhmacher                                                 | 22.01.1965   |
| 1960 | Das Glas Wasser                                                                                |                                                          | BR Deutschland                                                    | Helmut Käutner                                                    | 01.05.1964   |
| 1960 | Gustav Adolfs Page                                                                             |                                                          | BR Deutschland Österreich                                         | Rolf Hansen                                                       | 16.12.1987   |
| 1960 | Ich schwöre und gelobe                                                                         |                                                          | BR Deutschland                                                    | Géza von Radványi                                                 | 22.07.1960   |
| 1960 | Der Jugendrichter                                                                              |                                                          | Berlin                                                            | Paul Verhoeven                                                    | 23.06.1972   |
| 1960 | Käthe Kollwitz                                                                                 |                                                          | BR Deutschland                                                    | Franz Fiedler                                                     | 24.05.1968   |
| 1960 | Kirmes                                                                                         |                                                          | BR Deutschland                                                    | Wolfgang Staudte                                                  | 06.03.1964   |
| 1960 | Kriminaltango                                                                                  |                                                          | Österreich BR Deutschland                                         | Géza von Cziffra                                                  | 04.05.1967   |
| 1960 | Lampenfieber                                                                                   |                                                          | BR Deutschland                                                    | Kurt Hoffmann                                                     | 22.12.1961   |
| 1960 | Der letzte Zeuge                                                                               |                                                          | BR Deutschland                                                    | Wolfgang Staudte                                                  | 20.07.1962   |
| 1960 | Mein Schulfreund                                                                               |                                                          | BR Deutschland                                                    | Robert Siodmak                                                    | 07.09.1964   |
| 1960 | Pension Schöller                                                                               |                                                          | BR Deutschland                                                    | Georg Jacoby                                                      | 29.05.1964   |
| 1960 | Der rote Kreis                                                                                 |                                                          | BR Deutschland Dänemark                                           | Jürgen Roland                                                     | 07.05.1987   |
| 1960 | Schachnovelle                                                                                  |                                                          | BR Deutschland                                                    | Gerd Oswald                                                       | 24.07.1971   |
| 1960 | Das Spukschloß im Spessart                                                                     |                                                          | BR Deutschland                                                    | Kurt Hoffmann                                                     | 22.09.1961   |
| 1960 | Ein Student ging vorbei                                                                        |                                                          | BR Deutschland                                                    | Werner Klingler                                                   | 21.12.1963   |
| 1960 | Wenn die Heide blüht                                                                           |                                                          | BR Deutschland                                                    | Hans Deppe                                                        | 27.03.1988   |
| 1960 | Die zornigen jungen Männer                                                                     | Gefährliche Umarmung                                     | BR Deutschland                                                    | Wolf Rilla                                                        | 02.06.1963   |
| 1961 | Bankraub in der Rue Latour                                                                     |                                                          | BR Deutschland                                                    | Curd Jürgens                                                      | 17.06.1968   |
| 1961 | Der Fälscher von London                                                                        |                                                          | BR Deutschland                                                    | Harald Reinl                                                      | 08.04.1978   |
| 1961 | Das Geheimnis der gelben Narzissen                                                             |                                                          | BR Deutschland Vereinigtes Königreich                             | Ákos von Ráthonyi                                                 | 18.01.1975   |
| 1961 | Geliebte Hochstaplerin                                                                         |                                                          | BR Deutschland                                                    | Ákos von Ráthonyi                                                 | 17.04.1965   |
| 1961 | Der grüne Bogenschütze                                                                         |                                                          | BR Deutschland                                                    | Jürgen Roland                                                     | 13.10.1972   |
| 1961 | Immer Ärger mit dem Bett                                                                       |                                                          | BR Deutschland                                                    | Rudolf Schündler                                                  | 28.06.1969   |
| 1961 | Im 6. Stock                                                                                    |                                                          | BR Deutschland                                                    | John Olden                                                        | 14.12.1962   |
| 1961 | Kauf Dir einen bunten Luftballon                                                               |                                                          | BR Deutschland Österreich                                         | Géza von Cziffra                                                  | 06.09.1970   |
| 1961 | Das Leben von Adolf Hitler                                                                     |                                                          | BR Deutschland                                                    | Paul Rotha                                                        | 05.02.1965   |
| 1961 | Das Mädchen und der Staatsanwalt                                                               |                                                          | BR Deutschland Berlin                                             | Jürgen Goslar                                                     | 25.06.1986   |
| 1961 | Mörderspiel                                                                                    |                                                          | BR Deutschland Frankreich                                         | Helmuth Ashley                                                    | 20.09.1969   |
| 1961 | Die Schatten werden länger                                                                     |                                                          | Schweiz BR Deutschland                                            | Ladislao Vajda                                                    | 22.02.1964   |
| 1961 | Schwarzer Kies                                                                                 |                                                          | BR Deutschland                                                    | Helmut Käutner                                                    | 29.10.1988   |
| 1961 | Die seltsame Gräfin                                                                            |                                                          | BR Deutschland                                                    | Josef von Báky, Ottokar Runze, Jürgen Roland                      | 12.03.1977   |
| 1961 | Die toten Augen von London                                                                     |                                                          | BR Deutschland                                                    | Alfred Vohrer                                                     | 22.01.1977   |
| 1961 | Treibjagd auf ein Leben                                                                        |                                                          | BR Deutschland                                                    | Ralph Lothar                                                      | 31.05.1963   |
| 1961 | Unter Ausschluß der Öffentlichkeit                                                             |                                                          | BR Deutschland                                                    | Harald Philipp                                                    | 30.10.1965   |
| 1961 | Wer sind Sie, Dr. Sorge?                                                                       |                                                          | Frankreich Japan Italien BR Deutschland                           | Yves Ciampi                                                       | 12.02.1965   |
| 1961 | Das Wunder des Malachias                                                                       |                                                          | BR Deutschland                                                    | Bernhard Wicki                                                    | 17.07.1964   |
| 1962 | Drei Liebesbriefe aus Tirol                                                                    |                                                          | Österreich BR Deutschland                                         | Werner Jacobs                                                     | 14.06.1963   |
| 1962 | Erotica                                                                                        |                                                          | Italien BR Deutschland                                            | Sergio Sollima, Luciano Lucignani, Alberto Bonucci, Nino Manfredi | 28.03.1970   |
| 1962 | Finden Sie, daß Constanze sich richtig verhält?                                                |                                                          | BR Deutschland                                                    | Tom Pevsner                                                       | 07.12.1963   |
| 1962 | Frauenarzt Dr. Sibelius                                                                        |                                                          | Berlin                                                            | Rudolf Jugert                                                     | 01.11.1971   |
| 1962 | Galapagos – Trauminsel im Pazifik                                                              |                                                          | BR Deutschland                                                    | Heinz Sielmann                                                    | 20.03.1964   |
| 1962 | Das Gasthaus an der Themse                                                                     |                                                          | BR Deutschland                                                    | Alfred Vohrer                                                     | 26.02.1972   |
| 1962 | Das Geheimnis der schwarzen Koffer                                                             |                                                          | Berlin                                                            | Werner Klingler                                                   | 04.09.1971   |
| 1962 | Julia, du bist zauberhaft                                                                      |                                                          | BR Deutschland                                                    | Alfred Weidenmann                                                 | 28.06.1963   |
| 1962 | Kohlhiesels Töchter                                                                            |                                                          | BR Deutschland                                                    | Axel von Ambesser                                                 | 18.11.1987   |
| 1962 | Das Leben beginnt um acht                                                                      |                                                          | BR Deutschland                                                    | Michael Kehlmann                                                  | 15.11.1968   |
| 1962 | Nur tote Zeugen schweigen                                                                      | Hypnose                                                  | BR Deutschland Spanien Italien                                    | Eugenio Martín                                                    | 28.03.1964   |
| 1962 | Ohne Krimi geht die Mimi nie ins Bett                                                          |                                                          | BR Deutschland Österreich                                         | Franz Antel                                                       | 21.11.1987   |
| 1962 | Die Post geht ab                                                                               |                                                          | BR Deutschland                                                    | Helmuth M. Backhaus                                               | 16.08.1969   |
| 1962 | Das Rätsel der roten Orchidee                                                                  |                                                          | BR Deutschland Berlin                                             | Helmuth Ashley                                                    | 11.04.1974   |
| 1962 | Der Schatz im Silbersee                                                                        |                                                          | Berlin Jugoslawien Frankreich                                     | Harald Reinl                                                      | 31.05.1984   |
| 1962 | Schneewittchen und die sieben Gaukler                                                          |                                                          | BR Deutschland Schweiz                                            | Kurt Hoffmann                                                     | 25.12.1967   |
| 1962 | Seelenwanderung                                                                                |                                                          | BR Deutschland                                                    | Rainer Erler                                                      | 11.02.1966   |
| 1962 | Sein bester Freund                                                                             |                                                          | BR Deutschland                                                    | Luis Trenker                                                      | 09.03.1988   |
| 1962 | Sherlock Holmes und das Halsband des Todes                                                     |                                                          | Berlin Italien Frankreich                                         | Terence Fisher                                                    | 08.12.1967   |
| 1962 | So toll wie anno dazumal                                                                       |                                                          | BR Deutschland                                                    | Franz Marischka                                                   | 31.12.1970   |
| 1962 | Der Vogelhändler                                                                               |                                                          | BR Deutschland                                                    | Géza von Cziffra                                                  | 02.08.1968   |
| 1962 | Wilde Wasser                                                                                   |                                                          | BR Deutschland Österreich                                         | Rudolf Schündler                                                  | 07.05.1988   |
| 1963 | Die Dreigroschenoper                                                                           |                                                          | BR Deutschland Frankreich                                         | Wolfgang Staudte                                                  | 05.12.1970   |
| 1963 | Elf Jahre und ein Tag                                                                          |                                                          | BR Deutschland                                                    | Gottfried Rheinhardt                                              | 15.05.1971   |
| 1963 | Endstation 13 Sahara                                                                           |                                                          | Vereinigtes Königreich BR Deutschland                             | Seth Holt                                                         | 05.04.1986   |
| 1963 | Das Geheimnis der schwarzen Witwe                                                              |                                                          | Berlin Spanien                                                    | Franz Josef Gottlieb                                              | 27.10.1979   |
| 1963 | Das große Liebesspiel                                                                          |                                                          | BR Deutschland Österreich                                         | Alfred Weidenmann                                                 | 30.05.1970   |
| 1963 | Das Haus in Montevideo                                                                         |                                                          | BR Deutschland                                                    | Helmut Käutner                                                    | 20.11.1964   |
| 1963 | Heißes Pflaster                                                                                |                                                          | Frankreich Italien BR Deutschland                                 | Marcel Ophüls                                                     | 20.02.1971   |
| 1963 | Das indische Tuch                                                                              |                                                          | Berlin                                                            | Alfred Vohrer                                                     | 15.06.1979   |
| 1963 | Moral 63                                                                                       |                                                          | BR Deutschland                                                    | Rolf Thiele                                                       | 29.10.1965   |
| 1963 | Piccadilly null Uhr zwölf                                                                      |                                                          | Berlin                                                            | Rudolf Zehetgruber                                                | 20.11.1971   |
| 1963 | Ruhe ist des Bürgers erste Pflicht                                                             |                                                          | BR Deutschland                                                    | Curt Linda                                                        | 14.06.1968   |
| 1963 | Schloß Gripsholm                                                                               |                                                          | BR Deutschland                                                    | Kurt Hoffmann                                                     | 07.08.1964   |
| 1963 | Der schwarze Abt                                                                               |                                                          | Berlin Frankreich                                                 | Franz Josef Gottlieb                                              | 04.09.1970   |
| 1963 | Verführung am Meer                                                                             |                                                          | Berlin Jugoslawien                                                | Jovan Zivanović                                                   | 16.07.1986   |
| 1963 | Die weiße Spinne                                                                               |                                                          | Berlin BR Deutschland                                             | Harald Reinl                                                      | 15.10.1971   |
| 1963 | Der Würger von Schloss Blackmoor                                                               | Geheimnisse auf Schloß Blackmoor                         | Berlin                                                            | Harald Reinl                                                      | 07.03.1975   |
| 1963 | Winnetou 1. Teil                                                                               |                                                          | Berlin Jugoslawien Italien                                        | Harald Reinl                                                      | 25.12.1982   |
| 1963 | Der Zinker                                                                                     |                                                          | Berlin Frankreich                                                 | Alfred Vohrer                                                     | 16.10.1970   |
| 1964 | IX. Olympische Winterspiele Innsbruck 1964                                                     |                                                          | Österreich BR Deutschland                                         | Theo von Hörmann                                                  | 08.01.1965   |
| 1964 | Angélique                                                                                      | Angelique – Das wechselhafte Glück des Marquis de Peyrac | Frankreich Italien BR Deutschland                                 | Bernard Borderie                                                  | 27.11.1970   |
| 1964 | Der Besuch                                                                                     |                                                          | Frankreich Italien BR Deutschland Vereinigte Staaten              | Bernhard Wicki                                                    | 24.08.1985   |
| 1964 | Der Boss hat sich was ausgedacht                                                               |                                                          | Frankreich Spanien Italien BR Deutschland                         | Jean Becker                                                       | 17.09.1965   |
| 1964 | Die Gruft mit dem Rätselschloß                                                                 |                                                          | Berlin                                                            | Franz Josef Gottlieb                                              | 11.06.1976   |
| 1964 | Heirate mich, Chéri                                                                            |                                                          | Österreich BR Deutschland                                         | Axel von Ambesser                                                 | 21.03.1970   |
| 1964 | Herrenpartie                                                                                   |                                                          | BR Deutschland Jugoslawien                                        | Wolfgang Staudte                                                  | 23.10.1972   |
| 1964 | Der Hexer                                                                                      |                                                          | Berlin                                                            | Alfred Vohrer                                                     | 01.05.1970   |
| 1964 | Das Lamm                                                                                       |                                                          | BR Deutschland                                                    | Wolfgang Staudte                                                  | 26.11.1965   |
| 1964 | Lausbubengeschichten                                                                           |                                                          | BR Deutschland                                                    | Helmut Käutner                                                    | 19.12.1988   |
| 1964 | Meine Tage mit Pierre – meine Nächte mit Jacqueline                                            |                                                          | Frankreich Italien BR Deutschland                                 | André Cayatte                                                     | 11.03.1966   |
| 1964 | Old Shatterhand                                                                                |                                                          | Berlin Frankreich Italien                                         | Hugo Fregonese                                                    | 26.12.1983   |
| 1964 | Das Phantom von Soho                                                                           |                                                          | Berlin                                                            | Franz Josef Gottlieb                                              | 02.08.1970   |
| 1964 | Die Regenschirme von Cherbourg                                                                 |                                                          | Frankreich BR Deutschland                                         | Jacques Demy                                                      | 26.02.1966   |
| 1964 | Samson und der Schatz der Inkas                                                                |                                                          | Italien BR Deutschland                                            | Piero Pierotti                                                    | 26.09.1987   |
| 1964 | Der Schut                                                                                      |                                                          | Berlin Frankreich Italien Jugoslawien                             | Robert Siodmak                                                    | 01.01.1984   |
| 1964 | Das siebente Opfer                                                                             |                                                          | Berlin                                                            | Franz Josef Gottlieb                                              | 07.01.1978   |
| 1964 | Tonio Kröger                                                                                   |                                                          | BR Deutschland                                                    | Rolf Thiele                                                       | 26.06.1971   |
| 1964 | Das Ungeheuer von London-City                                                                  |                                                          | Berlin                                                            | Edwin Zbonek                                                      | 01.12.1979   |
| 1964 | Unter Geiern                                                                                   |                                                          | Berlin Jugoslawien Frankreich Italien                             | Alfred Vohrer                                                     | 23.03.1984   |
| 1964 | Das Verrätertor                                                                                |                                                          | Berlin Vereinigtes Königreich                                     | Freddie Francis                                                   | 22.10.1977   |
| 1964 | Winnetou 2. Teil                                                                               |                                                          | Berlin Jugoslawien Frankreich Italien                             | Harald Reinl                                                      | 26.12.1982   |
| 1964 | Das Wirtshaus von Dartmoor                                                                     |                                                          | Berlin                                                            | Rudolf Zehetgruber                                                | 13.02.1968   |
| 1964 | Zimmer 13                                                                                      |                                                          | Berlin Frankreich                                                 | Harald Reinl                                                      | 17.11.1978   |
| 1965 | Angélique, 2. Teil                                                                             | Angelique – Der Weg nach Versailles                      | Frankreich Italien BR Deutschland                                 | Bernard Borderie                                                  | 04.12.1970   |
| 1965 | Diamantenbillard                                                                               | Diamantenbillard                                         | BR Deutschland Frankreich Italien Schweiz                         | Nicolas Gessner                                                   | 28.05.1971   |
| 1965 | Dr. med. Hiob Prätorius                                                                        |                                                          | BR Deutschland Berlin                                             | Kurt Hoffmann                                                     | 13.08.1965   |
| 1965 | Durchs wilde Kurdistan                                                                         |                                                          | Berlin Spanien                                                    | Franz Josef Gottlieb                                              | 26.12.1988   |
| 1965 | Die ehrbare Dame                                                                               |                                                          | BR Deutschland                                                    | Theodor Grädler                                                   | 29.05.1966   |
| 1965 | Der Fall Han van Meegeren                                                                      |                                                          | BR Deutschland                                                    | André Michel                                                      | 03.12.1971   |
| 1965 | Das Haus in der Karpfengasse                                                                   |                                                          | BR Deutschland                                                    | Kurt Hoffmann                                                     | 14.05.1965   |
| 1965 | Herr auf Schloß Brassac                                                                        |                                                          | Frankreich BR Deutschland Italien                                 | Denys de La Patellière                                            | 14.02.1969   |
| 1965 | Im Reiche des silbernen Löwen                                                                  |                                                          | Berlin Spanien                                                    | Franz Josef Gottlieb                                              | 01.01.1989   |
| 1965 | Julia und die Geister                                                                          |                                                          | Italien Frankreich BR Deutschland                                 | Federico Fellini                                                  | 09.04.1971   |
| 1965 | Lumpazivagabundus                                                                              |                                                          | Österreich BR Deutschland                                         | Edwin Zbonek                                                      | 11.08.1972   |
| 1965 | Neues vom Hexer                                                                                |                                                          | Berlin                                                            | Alfred Vohrer                                                     | 19.06.1970   |
| 1965 | Old Surehand 1. Teil                                                                           |                                                          | Berlin Jugoslawien                                                | Alfred Vohrer                                                     | 25.03.1983   |
| 1965 | Der Ölprinz                                                                                    |                                                          | Berlin Jugoslawien                                                | Harald Philipp                                                    | 12.08.1983   |
| 1965 | Onkel Toms Hütte                                                                               |                                                          | BR Deutschland Italien                                            | Géza von Radványi                                                 | 25.12.1966   |
| 1965 | Die schwedische Jungfrau                                                                       |                                                          | Berlin                                                            | Kurt Wilhelm                                                      | 11.12.1972   |
| 1965 | Winnetou 3. Teil                                                                               |                                                          | Berlin Jugoslawien Italien                                        | Harald Reinl                                                      | 02.01.1983   |
| 1966 | Angélique und der König                                                                        |                                                          | Frankreich Italien BR Deutschland                                 | Bernard Borderie                                                  | 04.12.1970   |
| 1966 | Conan Doyle und der Fall Edalji                                                                |                                                          | BR Deutschland                                                    | Karlheinz Bieber                                                  | 23.10.1971   |
| 1966 | Grieche sucht Griechin                                                                         |                                                          | BR Deutschland                                                    | Rolf Thiele                                                       | 22.03.1989   |
| 1966 | Hokuspokus oder: Wie lasse ich meinen Mann verschwinden…?                                      |                                                          | BR Deutschland                                                    | Kurt Hoffmann                                                     | 12.08.1967   |
| 1966 | Lange Beine – lange Finger                                                                     |                                                          | Berlin                                                            | Alfred Vohrer                                                     | 24.12.1986   |
| 1966 | Liselotte von der Pfalz                                                                        |                                                          | BR Deutschland                                                    | Kurt Hoffmann                                                     | 29.12.1972   |
| 1966 | Maigret und sein größter Fall                                                                  |                                                          | Österreich Frankreich Italien BR Deutschland                      | Alfred Weidenmann                                                 | 10.03.1967   |
| 1966 | Das Rätsel des silbernen Dreieck                                                               | Das Rätsel des silbernen Dreiecks                        | Vereinigtes Königreich BR Deutschland                             | John Llewellyn Moxey, Werner Jacobs                               | 04.08.1972   |
| 1966 | Rififi in Paris                                                                                | Der Boß von Paris                                        | Frankreich BR Deutschland Italien                                 | Denys de La Patellière                                            | 25.09.1971   |
| 1966 | Unser Boß ist eine Dame                                                                        |                                                          | Italien BR Deutschland Frankreich                                 | Dino Risi                                                         | 29.03.1968   |
| 1966 | Winnetou und das Halbblut Apanatschi                                                           |                                                          | Berlin Jugoslawien Italien                                        | Harald Philipp                                                    | 27.07.1984   |
| 1967 | Alle Jahre wieder                                                                              |                                                          | BR Deutschland                                                    | Ulrich Schamoni                                                   | 26.01.1968   |
| 1967 | Das Gold von Sam Cooper                                                                        | Jeder für sich                                           | Italien BR Deutschland                                            | Giorgio Capitani                                                  | 30.08.1975   |
| 1967 | Die Heiden von Kummerow und ihre lustigen Streiche                                             |                                                          | BR Deutschland Deutsche Demokratische Republik                    | Werner Jacobs                                                     | 19.01.1968   |
| 1967 | Jonny Banco – Geliebter Taugenichts                                                            | Johnny Banco – Geliebter Taugenichts                     | Frankreich BR Deutschland Italien                                 | Yves Allégret                                                     | 13.12.1986   |
| 1967 | Kurzer Prozeß                                                                                  |                                                          | BR Deutschland                                                    | Michael Kehlmann                                                  | 20.12.1968   |
| 1967 | Die letzten Paradiese                                                                          |                                                          | BR Deutschland                                                    | Eugen Schuhmacher                                                 | 22.12.1967   |
| 1967 | Mit Django kam der Tod                                                                         | Der Mann, der Stolz, die Rache                           | Italien BR Deutschland                                            | Luigi Bazzoni                                                     | 16.10.1970   |
| 1967 | Mit teuflischen Grüßen                                                                         | Teuflisches Spiel                                        | Frankreich BR Deutschland Italien                                 | Julien Duvivier                                                   | 07.10.1978   |
| 1967 | Paarungen                                                                                      |                                                          | BR Deutschland                                                    | Michael Verhoeven                                                 | 06.09.1974   |
| 1967 | Rheinsberg                                                                                     |                                                          | BR Deutschland                                                    | Kurt Hoffmann                                                     | 19.07.1968   |
| 1968 | An einem Freitag in Las Vegas                                                                  |                                                          | Spanien BR Deutschland Frankreich Italien                         | Antonio Isasi-Isasmendi                                           | 23.09.1978   |
| 1968 | Astragal                                                                                       |                                                          | Frankreich BR Deutschland                                         | Guy Casaril                                                       | 08.04.1989   |
| 1968 | Im Banne des Unheimlichen                                                                      |                                                          | Berlin                                                            | Alfred Vohrer                                                     | 26.01.1979   |
| 1968 | Der Hund von Blackwood Castle                                                                  |                                                          | Berlin                                                            | Alfred Vohrer                                                     | 23.04.1987   |
| 1968 | Mister Zehn Prozent – Miezen und Moneten                                                       |                                                          | Italien BR Deutschland                                            | Guido Zurli                                                       | 10.04.1986   |
| 1968 | Die Schlacht an der Neretva                                                                    |                                                          | Jugoslawien Italien BR Deutschland                                | Veljko Bulajić                                                    | 05.02.1971   |
| 1968 | Tom Sawyers und Huckleberry Finns Abenteuer                                                    | Tom Sawyers Abenteuer                                    | BR Deutschland Rumänien Frankreich                                | Wolfgang Liebeneiner                                              | 29.08.1969   |
| 1968 | Winnetou und Shatterhand im Tal der Toten                                                      |                                                          | Berlin Italien Jugoslawien                                        | Harald Reinl                                                      | 25.12.1983   |
| 1969 | Lockende Wildnis                                                                               |                                                          | BR Deutschland                                                    | Heinz Sielmann                                                    | 18.09.1970   |
| 1969 | Medea                                                                                          |                                                          | Italien Frankreich BR Deutschland                                 | Pier Paolo Pasolini                                               | 02.01.1988   |
| 1970 | Der Erbarmungslose                                                                             |                                                          | Frankreich Italien BR Deutschland                                 | Pierre Granier-Deferre                                            | 25.10.1975   |
| 1970 | Erinnerungen an die Zukunft                                                                    |                                                          | Berlin                                                            | Harald Reinl                                                      | 20.04.1973   |
| 1970 | Der Garten der Finzi Contini                                                                   |                                                          | Italien BR Deutschland                                            | Vittorio De Sica                                                  | 19.03.1979   |
| 1970 | Das Geheimnis der schwarzen Handschuhe                                                         |                                                          | Italien BR Deutschland                                            | Dario Argento                                                     | 25.02.1977   |
| 1970 | Der große Irrtum                                                                               |                                                          | Italien Frankreich BR Deutschland                                 | Bernardo Bertolucci                                               | 27.03.1975   |
| 1970 | Die Herren mit der weißen Weste                                                                |                                                          | Berlin                                                            | Wolfgang Staudte                                                  | 17.04.1988   |
| 1970 | Der Kurier des Zaren                                                                           | Michel Strogoff                                          | Italien Frankreich BR Deutschland                                 | Eriprando Visconti                                                | 11.03.1972   |
| 1971 | Black Beauty                                                                                   |                                                          | BR Deutschland Spanien                                            | James Hill                                                        | 17.12.1979   |
| 1971 | Die Csárdásfürstin                                                                             |                                                          | Ungarn BR Deutschland                                             | Miklós Szinetár                                                   | 08.09.1972   |
| 1971 | Die dummen Streiche der Reichen                                                                |                                                          | Frankreich BR Deutschland Italien Spanien                         | Gérard Oury                                                       | 13.07.1973   |
| 1971 | Der Kapitän                                                                                    |                                                          | BR Deutschland                                                    | Kurt Hoffmann                                                     | 10.03.1972   |
| 1971 | Die Tote aus der Themse                                                                        |                                                          | Berlin                                                            | Harald Philipp                                                    | 28.01.1972   |
| 1971 | Trotta                                                                                         |                                                          | BR Deutschland                                                    | Johannes Schaaf                                                   | 20.10.1972   |
| 1972 | Das Attentat                                                                                   | L’attentat                                               | Frankreich Italien BR Deutschland                                 | Yves Boisset                                                      | 13.12.1974   |
| 1972 | Fünf Klumpen Gold                                                                              |                                                          | Italien Spanien BR Deutschland                                    | Sergio Grieco                                                     | 07.04.1984   |
| 1972 | Hoopers letzte Jagd                                                                            |                                                          | BR Deutschland                                                    | Claus Peter Witt                                                  | 09.12.1977   |
| 1972 | Die Moral der Ruth Halbfass                                                                    |                                                          | BR Deutschland                                                    | Volker Schlöndorff                                                | 10.12.1986   |
| 1972 | Nur eine Frage der Zeit                                                                        |                                                          | Frankreich Italien BR Deutschland                                 | Jean Delannoy                                                     | 28.06.1975   |
| 1972 | Paulina 1880                                                                                   |                                                          | Frankreich BR Deutschland                                         | Jean-Louis Bertuccelli                                            | 03.01.1975   |
| 1972 | Ruf der Wildnis                                                                                |                                                          | Vereinigtes Königreich Frankreich Italien Berlin Spanien Norwegen | Ken Annakin                                                       | 16.08.1974   |
| 1972 | Der Schrei der schwarzen Wölfe                                                                 |                                                          | BR Deutschland                                                    | Harald Reinl                                                      | 25.01.1974   |
| 1972 | Sie nannten ihn Krambambuli                                                                    | Was geschah auf Schloß Wildberg?                         | BR Deutschland Österreich                                         | Franz Antel                                                       | 01.01.1988   |
| 1972 | Strohfeuer                                                                                     |                                                          | BR Deutschland                                                    | Volker Schlöndorff                                                | 07.02.1976   |
| 1972 | Das Unheil                                                                                     |                                                          | BR Deutschland Frankreich                                         | Peter Fleischmann                                                 | 07.12.1973   |
| 1973 | Die blutigen Geier von Alaska                                                                  | Die Höllenhunde von Alaska                               | BR Deutschland Jugoslawien                                        | Harald Reinl                                                      | 30.05.1975   |
| 1973 | Fischkonzert                                                                                   |                                                          | BR Deutschland Island Dänemark Norwegen Schweden                  | Rolf Hädrich                                                      | 08.10.1975   |
| 1973 | Florian                                                                                        |                                                          | BR Deutschland                                                    | Klaus Emmerich                                                    | 14.04.1977   |
| 1973 | Im Alleingang                                                                                  |                                                          | Frankreich BR Deutschland                                         | Alain Brunet                                                      | 27.12.1985   |
| 1973 | Der Kleine mit dem großen Tick                                                                 |                                                          | Italien Spanien BR Deutschland                                    | Pasquale Festa Campanile                                          | 17.02.1987   |
| 1973 | Mein Name ist Nobody                                                                           |                                                          | Italien Frankreich BR Deutschland                                 | Tonino Valerii                                                    | 24.11.1978   |
| 1973 | Der Mönch von San Dominico                                                                     | Giordano Bruno                                           | Italien Frankreich BR Deutschland                                 | Giuliano Montaldo                                                 | 22.08.1975   |
| 1973 | Ohne Warnung                                                                                   |                                                          | Frankreich Italien BR Deutschland                                 | Bruno Cantillon                                                   | 22.09.1979   |
| 1973 | Die perfekte Erpressung                                                                        |                                                          | Italien Frankreich BR Deutschland                                 | Sergio Sollima                                                    | 21.12.1984   |
| 1973 | Reigen                                                                                         |                                                          | BR Deutschland                                                    | Otto Schenk                                                       | 24.12.1988   |
| 1974 | Blick vom Dachboden                                                                            |                                                          | Jugoslawien BR Deutschland                                        | Bernard Fein                                                      | 19.01.1979   |
| 1974 | Drei Männer im Schnee                                                                          |                                                          | BR Deutschland                                                    | Alfred Vohrer                                                     | 24.10.1977   |
| 1974 | Der Lord von Barmbeck                                                                          |                                                          | BR Deutschland                                                    | Ottokar Runze                                                     | 31.01.1987   |
| 1974 | Sommerliebelei                                                                                 |                                                          | Frankreich Italien BR Deutschland                                 | Jean-Claude Brialy                                                | 04.01.1989   |
| 1974 | Die Teufelsschlucht der wilden Wölfe                                                           |                                                          | Italien Frankreich BR Deutschland                                 | Lucio Fulci                                                       | 23.12.1986   |
| 1974 | Ein Unbekannter rechnet ab                                                                     |                                                          | BR Deutschland Italien Frankreich Spanien                         | Peter Collinson                                                   | 23.05.1987   |
| 1975 | Das alte Gewehr                                                                                |                                                          | Frankreich BR Deutschland                                         | Robert Enrico                                                     | 02.04.1976   |
| 1975 | Die Eroberung der Zitadelle                                                                    |                                                          | BR Deutschland                                                    | Bernhard Wicki                                                    | 01.12.1978   |
| 1975 | Das ganz große Ding                                                                            |                                                          | Frankreich Italien BR Deutschland                                 | René Clement                                                      | 29.12.1978   |
| 1975 | John Glückstadt                                                                                |                                                          | BR Deutschland                                                    | Ulf Miehe                                                         | 27.08.1977   |
| 1975 | Lina Braake oder Die Interessen der Bank können nicht die Interessen sein, die Lina Braake hat |                                                          | BR Deutschland                                                    | Bernhard Sinkel                                                   | 30.04.1976   |
| 1975 | Literatur                                                                                      |                                                          | Österreich BR Deutschland                                         | Wolfgang Glück                                                    | 16.05.1982   |
| 1975 | Der Richter und sein Henker                                                                    |                                                          | BR Deutschland Italien                                            | Maximilian Schell                                                 | 21.09.1979   |
| 1975 | Der Tolpatsch mit dem sechsten Sinn                                                            |                                                          | Frankreich BR Deutschland                                         | Claude Zidi                                                       | 26.12.1984   |
| 1975 | Überfall im Morgengrauen                                                                       |                                                          | Frankreich                                                        | Pierre Grasset                                                    | 15.07.1977   |
| 1975 | Die Unschuldigen mit den schmutzigen Händen                                                    |                                                          | Frankreich Italien BR Deutschland                                 | Claude Chabrol                                                    | 22.10.1976   |
| 1975 | Die verlorene Ehre der Katharina Blum                                                          |                                                          | BR Deutschland                                                    | Volker Schlöndorff, Margarethe von Trotta                         | 20.08.1976   |
| 1975 | Weitere Aussichten …                                                                           |                                                          | BR Deutschland                                                    | Franz Xaver Kroetz                                                | 11.07.1976   |
| 1975 | Zwiebel-Jack räumt auf                                                                         |                                                          | Italien Spanien BR Deutschland                                    | Enzo G. Castellari                                                | 01.07.1977   |
| 1976 | 1900                                                                                           |                                                          | Italien Frankreich BR Deutschland                                 | Bernardo Bertolucci                                               | 10.02.1978   |
| 1976 | Ab morgen sind wir reich und ehrlich                                                           |                                                          | Österreich Italien Frankreich BR Deutschland                      | Franz Antel                                                       | 11.11.1989   |
| 1976 | Es herrscht Ruhe im Land                                                                       |                                                          | BR Deutschland Österreich                                         | Peter Lilienthal                                                  | 01.04.1977   |
| 1976 | Die Frau am Fenster                                                                            |                                                          | Frankreich Italien BR Deutschland                                 | Pierre Granier-Deferre                                            | 12.07.1980   |
| 1976 | Krock & Co.                                                                                    |                                                          | BR Deutschland Schweiz                                            | Rainer Wolffhardt                                                 | 02.05.1985   |
| 1976 | Die Marquise von O.                                                                            |                                                          | BR Deutschland Frankreich                                         | Éric Rohmer                                                       | 19.05.1978   |
| 1976 | MitGift                                                                                        |                                                          | BR Deutschland                                                    | Michael Verhoeven                                                 | 08.10.1976   |
| 1976 | Per Saldo Mord                                                                                 |                                                          | Vereinigte Staaten BR Deutschland                                 | Jack Arnold                                                       | 18.09.1985   |
| 1976 | Police Python 357                                                                              |                                                          | Frankreich BR Deutschland                                         | Alain Corneau                                                     | 11.04.1980   |
| 1976 | Potato Fritz                                                                                   | Zwei gegen Tod und Teufel                                | BR Deutschland Berlin                                             | Peter Schamoni                                                    | 18.07.1986   |
| 1976 | Sommergäste                                                                                    |                                                          | Berlin                                                            | Peter Stein                                                       | 11.03.1977   |
| 1976 | Der Stumme                                                                                     |                                                          | Schweiz BR Deutschland                                            | Gaudenz Meili                                                     | 15.03.1977   |
| 1976 | Vera Romeyke ist nicht tragbar                                                                 |                                                          | Berlin                                                            | Max Willutzki                                                     | 19.11.1976   |
| 1976 | Zwei scheinheilige Brüder                                                                      |                                                          | Frankreich Italien BR Deutschland                                 | Jean Girault                                                      | 21.10.1977   |
| 1977 | Jedem seine Hölle                                                                              |                                                          | Frankreich BR Deutschland                                         | André Cayatte                                                     | 14.03.1980   |
| 1977 | Das Schlangenei                                                                                |                                                          | Berlin Vereinigte Staaten                                         | Ingmar Bergman                                                    | 16.05.1980   |
| 1977 | Die Spitzenklöpplerin                                                                          |                                                          | Frankreich Schweiz BR Deutschland                                 | Claude Goretta                                                    | 20.10.1978   |
| 1978 | Eine einfache Geschichte                                                                       |                                                          | Frankreich BR Deutschland                                         | Claude Sautet                                                     | 18.12.1981   |
| 1978 | Fedora                                                                                         |                                                          | BR Deutschland Frankreich                                         | Billy Wilder                                                      | 07.06.1980   |
| 1978 | Herbstsonate                                                                                   |                                                          | Schweden BR Deutschland                                           | Ingmar Bergman                                                    | 23.11.1979   |
| 1978 | Messer im Kopf                                                                                 |                                                          | BR Deutschland                                                    | Reinhard Hauff                                                    | 09.01.1981   |
| 1978 | Schöner Gigolo, armer Gigolo                                                                   |                                                          | Berlin                                                            | David Hemmings                                                    | 23.11.1980   |
| 1979 | Der Chinese                                                                                    | Selbstmord mit zwei Pistolen                             | Schweiz BR Deutschland                                            | Kurt Gloor                                                        | 06.07.1985   |
| 1979 | Die Ehe der Maria Braun                                                                        |                                                          | BR Deutschland                                                    | Rainer Werner Fassbinder                                          | 07.08.1981   |
| 1979 | Fleisch                                                                                        |                                                          | BR Deutschland                                                    | Rainer Erler                                                      | 27.11.1981   |
| 1979 | Geschichten aus dem Wienerwald                                                                 |                                                          | Österreich BR Deutschland                                         | Maximilian Schell                                                 | 10.04.1981   |
| 1979 | Götz von Berlichingen mit der eisernen Hand                                                    |                                                          | BR Deutschland                                                    | Wolfgang Liebeneiner, Harald Reinl                                | 10.07.1981   |
| 1979 | Grandison                                                                                      |                                                          | BR Deutschland                                                    | Achim Kurz                                                        | 27.06.1984   |
| 1979 | Im Weißen Rößl                                                                                 |                                                          | Österreich BR Deutschland Schweiz                                 | Eberhard Hauff                                                    | 05.06.1984   |
| 1979 | Killeny, der singende Hund                                                                     |                                                          | Rumänien BR Deutschland                                           | Sergiu Nicolaescu                                                 | 09.05.1980   |
| 1979 | Mädchenjahre                                                                                   |                                                          | Frankreich BR Deutschland                                         | Jeanne Moreau                                                     | 18.12.1981   |
| 1979 | Der Mörder                                                                                     |                                                          | BR Deutschland                                                    | Ottokar Runze                                                     | 07.03.1987   |
| 1979 | Auf Wiedersehen, Pan Tau                                                                       | Herr Tau nimmt Abschied                                  | BR Deutschland Tschechoslowakei                                   | Jindřich Polák                                                    | 16.01.1981   |
| 1979 | Pan Tau – Alarm in den Wolken                                                                  | Herr Tau in den Wolken                                   | BR Deutschland Tschechoslowakei                                   | Jindřich Polák                                                    | 19.12.1980   |
| 1979 | Schimpo, was macht ein Aff’ in Afrika?                                                         |                                                          | BR Deutschland                                                    | Karin Fischer                                                     | 09.04.1982   |
| 1979 | Schwestern oder Die Balance des Glücks                                                         |                                                          | BR Deutschland                                                    | Margarethe von Trotta                                             | 01.05.1981   |
| 1979 | Stau                                                                                           |                                                          | Italien Frankreich Spanien BR Deutschland                         | Luigi Comencini                                                   | 06.03.1981   |
| 1980 | Der Aufstand                                                                                   |                                                          | BR Deutschland Costa Rica                                         | Peter Lilienthal                                                  | 17.09.1982   |
| 1980 | Circus maximus                                                                                 |                                                          | Ungarn BR Deutschland                                             | Géza von Radványi                                                 | 09.10.1981   |
| 1980 | Johann Sebastian Bachs vergebliche Reise in den Ruhm                                           |                                                          | Berlin                                                            | Victor Vicas                                                      | 25.04.1980   |
| 1980 | Die kleine Figur meines Vaters                                                                 |                                                          | Österreich Ungarn BR Deutschland                                  | Wolfgang Glück                                                    | 12.05.1982   |
| 1980 | Der Mann, der sich in Luft auflöste                                                            |                                                          | Schweden Ungarn BR Deutschland                                    | Péter Bacsó                                                       | 10.09.1982   |
| 1980 | Matto regiert                                                                                  |                                                          | Schweiz BR Deutschland                                            | Wolfgang Panzer                                                   | 22.06.1985   |
| 1981 | Ach du lieber Harry                                                                            |                                                          | BR Deutschland                                                    | Jean Girault                                                      | 09.11.1984   |
| 1981 | Die bleierne Zeit                                                                              |                                                          | BR Deutschland                                                    | Margarethe von Trotta                                             | 17.12.1982   |
| 1981 | Der Falke                                                                                      |                                                          | Jugoslawien BR Deutschland                                        | Vatroslav Mimica                                                  | 26.08.1984   |
| 1981 | Feuer und Schwert – Die Legende von Tristan und Isolde                                         | Feuer und Schwert                                        | BR Deutschland Irland                                             | Veith von Fürstenberg                                             | 21.10.1983   |
| 1981 | Das Haus im Park                                                                               |                                                          | Berlin                                                            | Aribert Weiss                                                     | 13.01.1984   |
| 1981 | Die Kameliendame                                                                               |                                                          | Frankreich BR Deutschland Italien                                 | Mauro Bolognini                                                   | 23.12.1982   |
| 1981 | Malevil                                                                                        |                                                          | Frankreich BR Deutschland                                         | Christian de Chalonge                                             | 17.09.1982   |
| 1981 | Malou                                                                                          |                                                          | Berlin                                                            | Jeanine Meerapfel                                                 | 23.12.1983   |
| 1981 | Mephisto                                                                                       |                                                          | BR Deutschland Ungarn                                             | István Szabó                                                      | 09.10.1981   |
| 1981 | Nach Mitternacht                                                                               |                                                          | Berlin BR Deutschland                                             | Wolf Gremm                                                        | 15.07.1983   |
| 1981 | Stern ohne Himmel                                                                              |                                                          | Berlin                                                            | Ottokar Runze                                                     | 03.09.1984   |
| 1981 | Verwirrung der Gefühle                                                                         |                                                          | Frankreich BR Deutschland                                         | Étienne Périer                                                    | 14.11.1987   |
| 1982 | Banana Joe                                                                                     |                                                          | Italien BR Deutschland                                            | Steno                                                             | 03.06.1989   |
| 1982 | Bingo Bongo                                                                                    |                                                          | Italien BR Deutschland                                            | Pasquale Festa Campanile                                          | 16.02.1988   |
| 1982 | Fanny und Alexander                                                                            |                                                          | Schweden Frankreich BR Deutschland                                | Ingmar Bergman                                                    | 21.12.1984   |
| 1982 | Feine Gesellschaft – beschränkte Haftung                                                       |                                                          | BR Deutschland                                                    | Ottokar Runze                                                     | 29.10.1985   |
| 1982 | Fünf letzte Tage                                                                               |                                                          | BR Deutschland                                                    | Percy Adlon                                                       | 09.05.1986   |
| 1982 | Der Mann mit dem Falken                                                                        |                                                          | BR Deutschland Italien                                            | Karl Heinz Kramberg                                               | 03.04.1984   |
| 1982 | Die Spaziergängerin von Sans-Souci                                                             |                                                          | Frankreich BR Deutschland                                         | Jacques Rouffio                                                   | 13.05.1983   |
| 1982 | Die weiße Rose                                                                                 |                                                          | BR Deutschland                                                    | Michael Verhoeven                                                 | 18.02.1983   |
| 1982 | Die wundersamen Abenteuer des Robinson Crusoe                                                  |                                                          | Tschechoslowakei BR Deutschland                                   | Stanislav Látal                                                   | 25.11.1983   |
| 1983 | Die Arglosen im Ausland                                                                        |                                                          | Vereinigte Staaten BR Deutschland Frankreich Italien              | Luciano Salce                                                     | 11.03.1990   |
| 1983 | Frühlingssinfonie                                                                              |                                                          | Berlin BR Deutschland                                             | Peter Schamoni                                                    | 04.11.1983   |
| 1983 | Hiobs Revolte                                                                                  | Hiob lehnt sich auf                                      | Ungarn BR Deutschland                                             | Imre Gyöngyössy, Barna Kabay                                      | 12.04.1985   |
| 1983 | Mit brennender Geduld                                                                          |                                                          | BR Deutschland Portugal                                           | Antonio Skármeta                                                  | 04.01.1989   |
| 1983 | Peppermint Frieden                                                                             | Peppermint-Frieden                                       | BR Deutschland                                                    | Marianne Rosenbaum                                                | 03.05.1985   |
| 1983 | Die tausendjährige Biene                                                                       |                                                          | Tschechoslowakei BR Deutschland Österreich Italien                | Juraj Jakubisko                                                   | 14.06.1985   |
| 1983 | Wie hätten Sie’s denn gern?                                                                    |                                                          | BR Deutschland                                                    | Rolf von Sydow                                                    | 31.01.1986   |
| 1984 | Abracadabra im Computer                                                                        | Das Rabenleben Rumburaks: 2. Ende gut – alles gut        | Tschechoslowakei BR Deutschland                                   | Václav Vorliček                                                   | 20.12.1987   |
| 1984 | Abwärts                                                                                        |                                                          | BR Deutschland                                                    | Carl Schenkel                                                     | 15.11.1985   |
| 1984 | Das Autogramm                                                                                  |                                                          | BR Deutschland Frankreich                                         | Peter Lilienthal                                                  | 03.01.1990   |
| 1984 | Das Arche Noah Prinzip                                                                         |                                                          | BR Deutschland Berlin                                             | Roland Emmerich                                                   | 05.04.1985   |
| 1984 | Der Diamantenbaum                                                                              |                                                          | Italien BR Deutschland                                            | Tommaso Dazzi                                                     | 26.12.1987   |
| 1984 | Der erste Sieg                                                                                 | Races                                                    | Japan BR Deutschland                                              | Masato Harada                                                     | 06.09.1985   |
| 1984 | Der Fall Bachmeier – Keine Zeit für Tränen                                                     | Keine Zeit für Tränen – Der Fall Bachmeier               | BR Deutschland                                                    | Hark Bohm                                                         | 18.10.1985   |
| 1984 | Die kleine Hexe                                                                                |                                                          | Tschechoslowakei BR Deutschland                                   | Zdeněk Smetana                                                    | 03.01.1987   |
| 1984 | Das Leben im Turm                                                                              | Das Rabenleben Rumburaks: 1. Ein teuflischer Zauber      | Tschechoslowakei BR Deutschland                                   | Václav Vorliček                                                   | 19.12.1987   |
| 1984 | Eine Liebe von Swann                                                                           |                                                          | Frankreich BR Deutschland                                         | Volker Schlöndorff                                                | 23.05.1989   |
| 1984 | Marlene                                                                                        |                                                          | BR Deutschland                                                    | Maximilian Schell                                                 | 19.04.1985   |
| 1984 | Die unendliche Geschichte                                                                      |                                                          | BR Deutschland Vereinigte Staaten                                 | Wolfgang Petersen                                                 | 06.09.1989   |
| 1985 | Höhenfeuer                                                                                     |                                                          | Schweiz BR Deutschland                                            | Fredi M. Murer                                                    | 29.05.1987   |
| 1985 | Im Reich der weißen Berge                                                                      |                                                          | Kanada BR Deutschland                                             | Alan Simmonds                                                     | 30.12.1989   |
| 1985 | Morgen in Alabama                                                                              |                                                          | BR Deutschland                                                    | Norbert Kückelmann                                                | 05.07.1985   |
| 1985 | Männer                                                                                         |                                                          | BR Deutschland                                                    | Doris Dörrie                                                      | 10.10.1986   |
| 1985 | Martin Niemöller: Was würde Jesus dazu sagen? Eine Reise durch ein protestantisches Leben      |                                                          | BR Deutschland                                                    | Hannes Karnick, Wolfgang Richter                                  | 07.11.1986   |
| 1985 | Otto – Der Film                                                                                |                                                          | BR Deutschland Berlin                                             | Xaver Schwarzenberger, Otto Waalkes                               | 24.07.1986   |
| 1985 | Seitenstechen                                                                                  |                                                          | BR Deutschland                                                    | Dieter Pröttel                                                    | 13.03.1987   |
| 1985 | Die zwei Leben des Mattia Pascal                                                               |                                                          | Italien Vereinigtes Königreich BR Deutschland                     | Mario Monicelli                                                   | 05.09.1990   |
| 1986 | 38 – Auch das war Wien                                                                         | 38 – Heim ins Reich                                      | Österreich BR Deutschland                                         | Wolfgang Glück                                                    | 11.03.1988   |
| 1986 | 40 qm Deutschland                                                                              |                                                          | BR Deutschland                                                    | Tevfik Başer                                                      | 24.06.1988   |
| 1986 | Caspar David Friedrich – Grenzen der Zeit                                                      |                                                          | Berlin Deutsche Demokratische Republik Frankreich                 | Peter Schamoni                                                    | 27.02.1987   |
| 1986 | Didi auf vollen Touren                                                                         |                                                          | BR Deutschland Berlin                                             | Wigbert Wicker                                                    | 24.06.1988   |
| 1986 | Die Frau meines Lebens                                                                         |                                                          | Frankreich BR Deutschland                                         | Régis Wargnier                                                    | 29.09.1989   |
| 1986 | Günter Wallraff – Ganz unten                                                                   | Ganz unten                                               | BR Deutschland                                                    | Jörg Gfrörer                                                      | 13.11.1987   |
| 1986 | Der Name der Rose                                                                              |                                                          | BR Deutschland Frankreich Italien                                 | Jean-Jacques Annaud                                               | 01.01.1988   |
| 1986 | News – Bericht über eine Reise in eine strahlende Zukunft                                      | News – Bericht über eine strahlende Zukunft              | BR Deutschland Österreich Vereinigtes Königreich Australien       | Rainer Erler                                                      | 30.09.1988   |
| 1986 | Rosa Luxemburg                                                                                 |                                                          | BR Deutschland                                                    | Margarethe von Trotta                                             | 28.11.1986   |
| 1986 | Zoning                                                                                         |                                                          | BR Deutschland                                                    | Ulrich Krenkler                                                   | 03.02.1989   |
| 1987 | Auf Wiedersehen, Kinder                                                                        |                                                          | Frankreich BR Deutschland Italien                                 | Louis Malle                                                       | 29.12.1989   |
| 1987 | Casanova                                                                                       |                                                          | Vereinigte Staaten Italien BR Deutschland Vereinigtes Königreich  | Simon Langton                                                     | 23.05.1988   |
| 1987 | Der kleine Staatsanwalt                                                                        |                                                          | BR Deutschland                                                    | Hark Bohm                                                         | 22.04.1988   |
| 1987 | Otto – Der neue Film                                                                           |                                                          | BR Deutschland Berlin                                             | Xaver Schwarzenberger, Otto Waalkes                               | 31.03.1989   |
| 1987 | Out of Rosenheim                                                                               |                                                          | BR Deutschland Vereinigte Staaten                                 | Percy Adlon                                                       | 12.01.1990   |
| 1987 | Die Pfauenfeder                                                                                |                                                          | Tschechoslowakei BR Deutschland                                   | Petr Weigl                                                        | 30.12.1989   |
| 1988 | Anna – Der Film                                                                                |                                                          | BR Deutschland                                                    | Frank Strecker                                                    | 20.03.1990   |
| 1988 | Fürchten und Lieben                                                                            |                                                          | Italien Frankreich BR Deutschland                                 | Margarethe von Trotta                                             | 08.06.1990   |
| 1988 | Ich und Er                                                                                     | Ich & Er                                                 | BR Deutschland Vereinigte Staaten                                 | Doris Dörrie                                                      | 21.07.1989   |
| 1988 | Linie 1                                                                                        |                                                          | BR Deutschland                                                    | Reinhard Hauff                                                    | 12.05.1989   |
| 1988 | Martha Jellneck                                                                                |                                                          | BR Deutschland                                                    | Kai Wessel                                                        | 04.05.1990   |
| 1988 | Ödipussi                                                                                       |                                                          | BR Deutschland Berlin                                             | Loriot                                                            | 10.03.1988   |
| 1988 | Das Viereck                                                                                    |                                                          | BR Deutschland                                                    | Oliver Storz                                                      | 13.08.1989   |
| 1988 | Wo immer du bist                                                                               |                                                          | Polen BR Deutschland Italien Frankreich                           | Krzysztof Zanussi                                                 | 28.09.1990   |
| 1989 | Aschenputtel                                                                                   |                                                          | Berlin Frankreich Spanien Tschechoslowakei                        | Karin Brandauer                                                   | 10.08.1990   |
| 1989 | Asterix – Operation Hinkelstein                                                                |                                                          | Frankreich BR Deutschland                                         | Philippe Grimond                                                  | 30.03.1990   |
| 1989 | Die Tänzerin                                                                                   |                                                          | Japan BR Deutschland                                              | Masahiro Shinoda                                                  | 13.10.1989   |
| 1990 | Café Europa                                                                                    |                                                          | BR Deutschland                                                    | Franz Xaver Bogner                                                | 14.09.1990   |
| 1990 | Carmen on Ice                                                                                  |                                                          | BR Deutschland                                                    | Horant H. Hohlfeld                                                | 06.07.1990   |
| 1990 | Dr. M                                                                                          |                                                          | BR Deutschland Frankreich Italien                                 | Claude Chabrol                                                    | 28.09.1990   |
| 1990 | Das schreckliche Mädchen                                                                       |                                                          | BR Deutschland                                                    | Michael Verhoeven                                                 | 13.08.1990   |